# Сися (Наньян)
Сися́ (кит. упр. 西峡, пиньинь Xīxiá, буквально: «западное ущелье») — уезд городского округа Наньян провинции Хэнань (КНР).

## История
В древние времена эти земли входили в состав царства Жо (若国). В 524—506 годах до н. э. в этих местах находилась столица царства Сюй (许国).
Когда царство Цинь создало первую в истории Китая централизованную империю, эти земли вошли в состав уезда Сисянь (析县), власти которого размещались на территории современного уезда Сичуань. При империи Западная Хань был создан уезд Чжунсян (中乡县), который при империи Суй был переименован в Нэйсян (内乡县). При империи Тан в 736 году был создан ещё и уезд Цзюйтань (菊潭县), но в 956 году он был вновь присоединён к уезду Нэйсян. После монгольского завоевания власти уезда Нэйсян переехали из современного административного центра уезда Сися в современный административный центр уезда Нэйсян, а бывший административный центр уезда стал посёлком Сякоу (峡口镇).
Во время гражданской войны эти места в мае 1948 года оказались под контролем коммунистов, и западная часть уезда Нэйсян была выделена в отдельный уезд Сися. В январе 1949 года уезд Сися был вновь присоединён к уезду Нэйсян, но в декабре 1949 года уезд Сися был создан снова.
В 1949 году был создан Специальный район Наньян (南阳专区), и эти места вошли в его состав. Впоследствии Специальный район Наньян был переименован в Округ Наньян (南阳地区).
В 1994 году решением Госсовета КНР был расформирован округ Наньян и создан Городской округ Наньян.

## Административное деление
Уезд делится на 3 уличных комитета, 11 посёлков и 5 волостей.

## Экономика

### Туризм

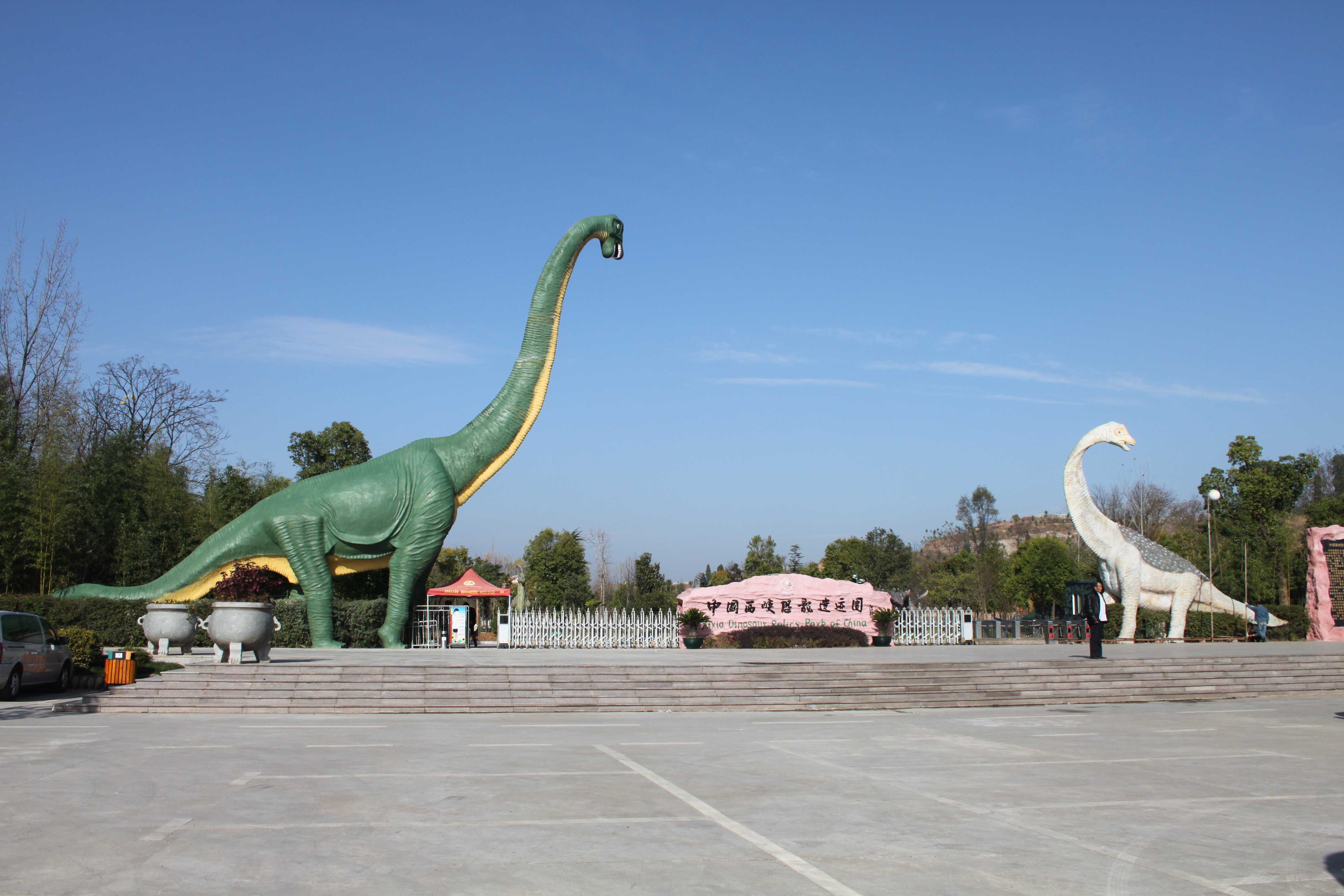
Тематический парк динозавров

Туристическими центрами уезда являются парк Чэньтангуань, Парк динозавровых реликтов и расположенный на его территории музей яиц динозавров.

### Сельское хозяйство
Уезд является крупным центром выращивания, переработки и экспорта грибов сянгу. По состоянию на 2023 год годовой объем производства грибов в Сися составлял около 300 тыс. тонн, а стоимость продукции — 26 млрд юаней (3,55 млрд долл. США). Производством, обработкой и продажей грибов сянгу занимались свыше 200 тыс. местных жителей (в уезде насчитывалось более 300 предприятий по переработке сянгу). Основной экспорт грибов направляется во Вьетнам, Малайзию, Сингапур, Филиппины, Южную Корею, Россию и Бразилию.